# Gérard Le Stang
Gérard Le Stang, né à Plougonvelin (Finistère) le 28 juin 1963, est un prêtre catholique français, nommé évêque d’Amiens par le pape François le 20 mars 2021 et ordonné le 13 mai 2021.

## Biographie
Gérard Le Stang est né à Plougonvelin (Finistère) le 28 juin 1963.
Il a été durant quelques années chef scout dans une troupe marine au sein des Scouts de France en Bretagne.

### Évêque
Gérard Le Stang est nommé évêque d’Amiens par le pape François le 20 mars 2021,. Il est ordonné et installé le 13 mai 2021 en la cathédrale Notre-Dame d'Amiens, en présence du nonce apostolique Celestino Migliore, sous la présidence d'Éric de Moulins-Beaufort, archevêque de Reims accompagné de Laurent Dognin, évêque de Quimper et Léon et d'Olivier Leborgne, évêque d'Arras.
Sa devise est un verset de l’Évangile de Marc : « Confiance, lève-toi, il t’appelle » (Mc 10,49). 
Gérard Le Stang est membre de l'Institut séculier des prêtres du Cœur de Jésus (it).